# 대구시 을
대구시 을은 대한민국의 옛 국회의원 선거구이다. 당시 경상북도 대구시의 일부 지역을 관할했다.

## 역사
1950년 제2대 국회의원 선거를 앞두고 대구부 을 선거구가 개편되면서 신설되었다.
제4대 국회의원 선거를 앞두고 비산동, 평리동, 중리동, 상동 등의 지역이 대구시 무 지역으로 분리되었다.
1963년 1월, 대구시에 구제가 실시되었다. 이에 대구시 을에 해당하는 지역에 중구, 서구가 설치되었다. 이에 제6대 국회의원 선거를 앞두고 대구시 중구와 대구시 북구·서구로 각각 분리되면서 폐지되었다.

## 역대 국회의원
| 선거   | 정당 | 정당           | 의원   |
| ------ | ---- | -------------- | ------ |
| 1950년 |      | 중앙불교위원회 | 박성하 |
| 1954년 |      | 민주국민당     | 조병옥 |
| 1958년 |      | 민주당         | 이병하 |
| 1960년 |      | 사회대중당     | 서상일 |

## 역대 선거 결과

### 대한민국 제2대 국회의원 선거
|  | 27.88% |

|  | 27.74% |

|  | 17.59% |

|  | 9.84% |

|  | 8.87% |

|  | 4.65% |

|  | 3.41% |

### 대한민국 제3대 국회의원 선거
|  | 67.32% |

|  | 18.47% |

|  | 7.12% |

|  | 2.82% |

|  | 2.71% |

|  | 1.54% |

|  | 0% |

### 대한민국 제4대 국회의원 선거
|  | 45.34% |

|  | 31.39% |

|  | 19.09% |

|  | 4.17% |

### 대한민국 제5대 국회의원 선거
|  | 44.80% |

|  | 34.04% |

|  | 18.81% |

|  | 2.32% |